# Haava (Võru vald)
Haava is een plaats in de Estlandse gemeente Võru vald, provincie Võrumaa. In 2011 telde de plaats 12 inwoners, in 2021 waren dat er 16.
Haava heeft de status van dorp (Estisch: küla). Tot in oktober 2017 hoorde Haava bij de gemeente Sõmerpalu. In die maand werd Sõmerpalu bij de gemeente Võru vald gevoegd.
Het grondgebied van Haava raakt aan de zuidoostelijke punt van het langgerekte meer Lõõdla järv (Lõõdlameer, 98,7 hectare). Dit deel van het meer wordt ook wel Haava järv genoemd.

## Geschiedenis
Haava werd voor het eerst genoemd in 1718 onder de naam Hawa Ado, een boerderij op het landgoed van Uelzen (Vaabina). In 1839 werd Haava vermeld als dorp. Tussen 1977 en 1997 maakte het bestuurlijk deel uit van het buurdorp Haidaku.